# Säve
Säve är ett primärområde i stadsområde Hisingen i Göteborgs kommun och en stadsdel på Hisingen i Göteborg. Stadsdelen Säve, som motsvarar större västra delen av Säve socken, har en areal på 3 320 hektar. I primärområdet finns 741 lägenheter i småhus och 9 i flerbostadshus (2006).

## Historia

### Namnet
Namnet Säve kan komma från det fornsvenska "Siaffuar", som är genitiv av 'sjö'. Den äldsta uppteckningen av namnet är (i) Siaffuar sokn 1354. Betydelsen kan därför vara Sjösocknen. Eftersom ingen riktig sjö finns, kan ordet ha avsett ett sankt område vid kyrkan.
Alternativt kommer namnet Säve av den äldre namnformen sæva och sæver med betydelsen lugn, stilla (jämför; sävlig), se exempelvis Säveån.

### Före 1658
Fram till freden i Roskilde 1658 var Bohuslän och därmed även Säve norskt. Gränsen gick tvärs över Hisingen, och utgör än i dag gränsen mellan Västergötland och Bohuslän. Söder om Säve samhälle går gränsen strax söder om Skändla.
På Bärbyhöjden låg Bärby tingshus. När folk skulle samlas vid tinget uppstod därför en naturlig mötesplats vid Bärby korsväg. Än idag är Bärby korsväg inte bara en korsning, utan även en mötesplats i och med den service som erbjuds där. Sverige saknade tingsplats på Hisingen. Därför var det inte ovanligt att man använde sig av Bärby tingshus, trots att det alltså låg i Norge.

### Kommunen
Säve var egen kommun, Säve landskommun, fram till 1969, då den införlivades med Göteborgs stad. Säve kommun innefattade inte bara Säve samhälle utan även hela området från Kvillehed i väster till Klareberg i öster.

## Skolor
Bärbyskolan ligger i byn Bärby 800 meter söder om Säve samhälle. Bärbys första skolhus byggdes 1819 och kallades Stierncreuttzka skolan. Byggnaden, som användes fram till 1970, revs 1981. Det äldsta huset på nuvarande Bärbyskolan är byggt 1920. Skolan har byggts till i olika omgångar. Senaste nybyggnaden stod klar 2008. Skolgården rustades upp år 2001. Bärbyskolan har förskoleklass och årskurs 1-5. Från och med hösten 2010 går det även en klass i årskurs sex på skolan igen. För tio år sedan flyttades årskurs sex till Glöstorpsskolan i Tuve.

## Kommunikationer

### Järnväg
Bohusbanan, från Göteborg C till Strömstad, går rakt igenom Säve över till fastlandet vid Ytterby, som är Bohusbanans första hållplats efter Göteborg C. Stationshuset och bangården finns kvar, men tågen stannar inte här. Försök har gjorts, bland annat av Järnvägsfrämjandet och lokala intresseorganisationer, att tågen åter ska stanna vid stationen. Västtrafik vill inte det, då de hävdar att fler stopp längs Bohusbanan skulle orsaka längre restider samt hindra annan trafik.[källa behövs]

### Vägförbindelser
Göteborgs längsta väg, Kongahällavägen, går igenom Säve och har varit "landsvägen" genom alla tider. Vägen går mellan Torslanda, via Låssby och Björlanda, till Bärby Korsväg. Vid T-korsningen med Tuvevägen fortsätter den genom Säve samhälle till Gunnesby. Vägen rakt fram leder till Kornhalls färja ("Kornhallsvägen"), och Kongahällavägen fortsätter över Bohusbanan vidare mot Skålvisered, Ragnhildsholmen, Rödbo och Kungälv.
Vägen med den officiella benämningen E6.20, heter Hisingsleden fram till korsningen med Tuvevägen, och därefter Norrleden. Korsningen ligger strax öster om Assmundtorp, är trafikljusreglerad, och kallas i folkmun för "Sävekorset". Vägen är starkt trafikerad, både av bilpendlare och av lastbilar som ska till och från industrierna på södra Hisingen.
Som tidigare nämnts mynnar även Tuvevägen i Säve, närmare bestämt vid Bärby korsväg. Vägen korsar Hisingsleden/Norrleden, och fortsätter på en relativt ny vägsträcka mot Tuve, hastighetsbegränsad till 90 km/h. Detta är den snabbaste och kortaste vägen till de centrala delarna av Hisingen. Vägen passerar området för Tuveraset strax söder om vägen mot Stora Holm.
Den äldre vägen mot centrala Hisingen, går via Tuve kyrkväg. Vid bygget av Hisingsleden/Norrleden, kapades vägen vid Assmundtorp och Lilla Skändlavägen byggdes som förbinder Tuve kyrkväg med den nybyggda Tuvevägen.
Svensbyvägen är en smal, krokig och bitvis brant väg som leder in till området öster om samhället, det vill säga vid Säve kyrka. Vägen fortsätter i Lerbäcksvägen och leder till Skogome. Vägen är mycket naturskön, och passerar både skogsområden, gamla gårdar, beteshagar, åar och bergspass.

### Färjetrafik

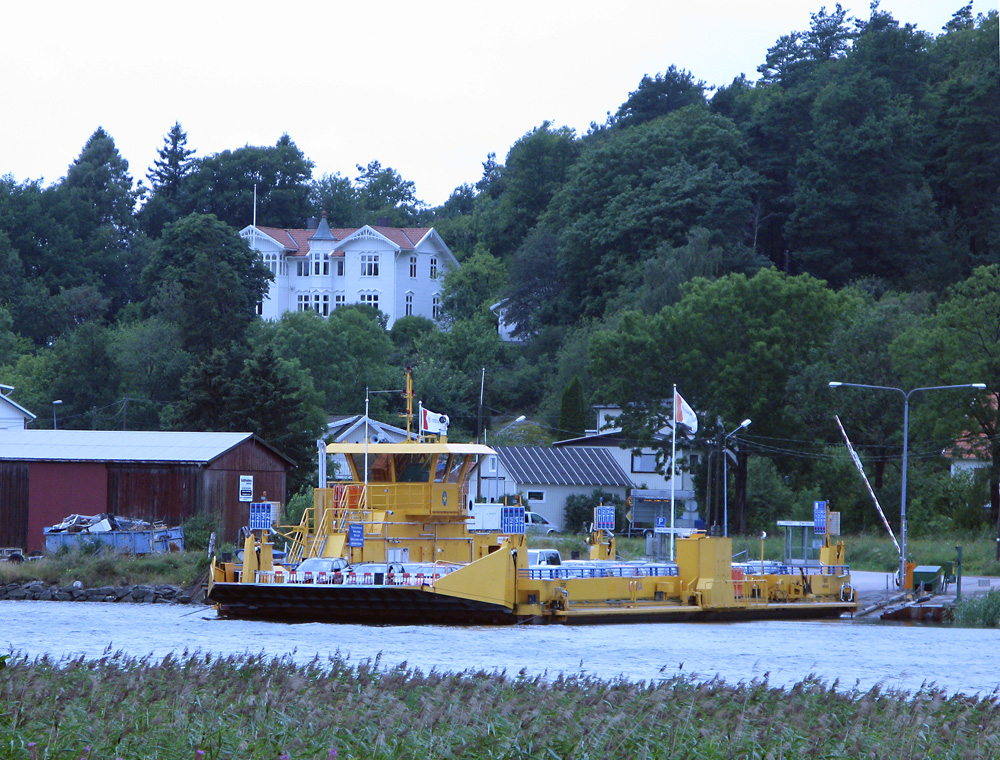
Kornhalls färja.

Kornhalls färja över Nordre Älv, går från Kornhall på Kungälvssidan en 200 meter lång sträcka över älven till Brunstorpsnäs i Säve. Färjeleden registrerades 1874 och drevs på entreprenad fram till 1945 när Väg & Vatten på Vägverket tog över driften. Eftersom färjeleden förkortar restiden väsentligt mellan områdena runt Kärna och Harestad, till Göteborg, har trafiken ökat ända sedan 50-talet. 1951 satte man in den första motordrivna färjan på leden.

### Säve flygplats

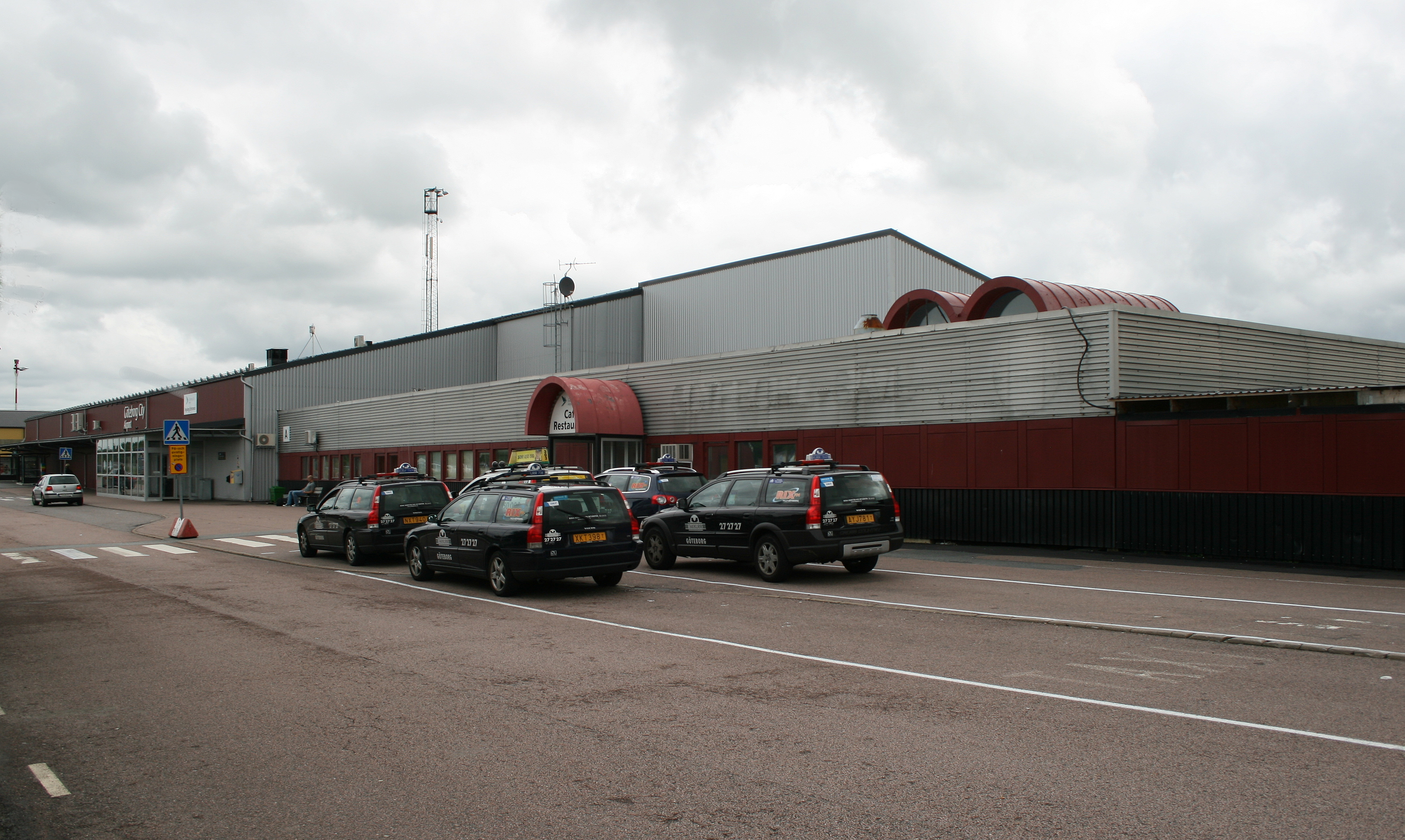
Göteborg City Airport, 2009.

Säve flygplats, under en tid med namnet Göteborg City Airport, anlades 1940 som en militär flygflottilj, F9, med bas vid Säve depå. Flygflottiljen lades ner 1969 och 1976 påbörjades arbetet med att tillsammans med Göteborg Landvetter flygplats ta över allmänflyget från Torslanda flygfält. Man började 1984 att bygga ut flygplatsen för att kunna ta emot tyngre flygplan, bland annat förlängdes banan med 400 meter. 2001 öppnade Ryanair den första reguljära linjen till London. År 2007 byggdes flygplatsens terminal om och fick dubbelt så stor yta i transithallen.
Den 13 januari 2015 meddelade Swedavia, som dagen innan hade övertagit kommunens och Volvos andelar i flygplatsen, sin avsikt att lägga ned den, därför att en oundviklig reparation av banorna skulle bli för kostsam.. Reguljärtrafiken, bland annat till London, Frankfurt, Visby och flera städer i Öst- och Sydeuropa flyttades därmed över till Göteborg Landvetter flygplats.

## Jordbruk och geologi
I Säve har jordbruket varit den dominerande näringen sedan urminnes tider. Många av markerna är helt oskiftade, och har brukats oavbrutet sedan järnåldern. Än idag är det en typisk jordbruksbygd, om än med vissa förortsinslag. Till exempel är det inte ovanligt att hitta beteshagar inpå bebyggelsen i själva samhället.
Potatisodlandet har länge varit en viktig näring. Under 1800- och tidigt 1900-tal fick man snabbt avsättning för sin skörd, tack vare att avståndet till Göteborg är så kort. Många av de äldsta gårdarna har jordkällare, vilket många gånger var en förutsättning för att kunna lagra potatis. Hade man en jordkällare kunde man också få bo kvar vid skiftningarna, när andra gårdar revs.
Idag dominerar hästhållningen, både för privat och kommersiellt bruk. Hösten 2010 invigdes Sveriges längsta anlagda ridled genom Säve, av Göteborgs kommun. Den går från Askesby i väster till Djupedal i norr. Ridleden är tänkt att tillsammans med befintliga vägar och skogsstigar förbinda samtliga större stallar på Hisingen.
Jordarna är lerjordar av moräntyp, typiska för Hisingen, och som lämpar sig för allehanda beten och vallodlingar. Men här finns även hagar med unik natur, som endast lämpar sig för naturbete åt kor och hästar. En del områden är utsedda till Natura 2000-områden av Naturvårdsverket och EU.
Bland hagar och åkrar finns det en hel del kala klippor, typiskt för Bohuslän. Bergarterna är också typiskt bohuslänska, det vill säga främst gnejs och granit. I Säves östra delar, mot Kärra till, går ett stråk med röd granit, så kallad ögongranit, som är svagt radioaktivt. I väster är det mest gråa bergarter.[källa behövs]

## Fornlämningar
Det finns extremt många fornlämningar i Säve, och nya upptäcks än idag. En sökning på områdesnamnen Säve, Bärby, Öxnäs, Askesby, Djupedal, Kvillehed, Svenseby, hos Riksantikvarieämbetet, ger mängder av svar, både i form av gravar och boplatser. De mest kända platserna är:
- Drottning Hackas grav
- Kung Borres grav, har givit namn åt Kung Borres väg, i östra Säve
- Stenkammarsgraven i Djupedal
- St Görans grav i Larsered
- Skändla rös

Många gravar ligger på höjder som när strandlinjen låg högre, förmodligen har varit strandängar. 

## Nyckeltal

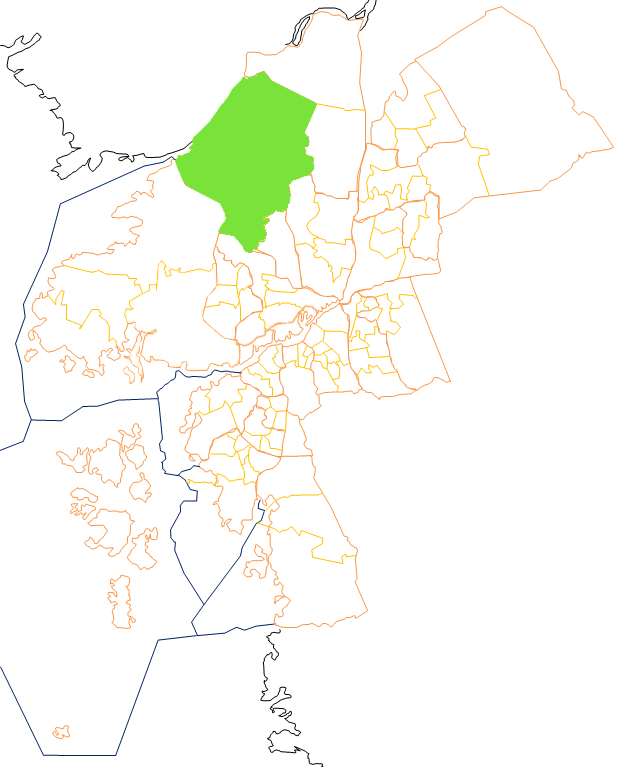
Säve

Nyckeltalen redovisar statistik som beskriver Göteborg och dess 96 delområden, primärområden, per den 31 december och kan användas för att jämföra de olika områdena. Nedan redovisas uppgifter för primärområdet och jämförelse görs mot uppgifterna för hela kommunen.
|                                                           | Säve       | Hela Göteborg |
| --------------------------------------------------------- | ---------- | ------------- |
| Folkmängd                                                 | 2 443      | 587 549       |
| Befolkningsförändring 2020–2021                           | +81        | +4 493        |
| Andel födda i utlandet                                    | 15,9 %     | 28,3 %        |
| Andel utrikes födda eller med två utrikes födda föräldrar | 20,4 %     | 38,1 %        |
| Medelinkomst                                              | 370 200 kr | 332 400 kr    |
| Arbetslöshet                                              | 3,4 %      | 6,6 %         |
| Antal ersatta dagar från F-kassan per person (16-64 år)   | 16,8       | 19,5          |
| Andel med eftergymnasial utbildning (minst 3 år)          | 26,1 %     | 37,9 %        |
| Andel bostäder före 1941                                  | 22,0 %     |               |
| Andel bostäder i allmännyttan                             | 0,0 %      | 25,9 %        |
| Antal färdigställda bostäder 2021                         | 12         |               |
| Andel bostäder i småhus                                   | 95,1 %     | 18,3 %        |

## Stadsområdes- och stadsdelsnämndstillhörighet
Primärområdet tillhörde fram till årsskiftet 2020/2021 stadsdelsnämndsområdet Norra Hisingen och ingår sedan den 1 januari 2021 i stadsområde Hisingen.

## Kända personer med anknytning till Säve
- Jöns Rundbäck, organist i Säve kyrka, tillika riksdagsledamot. Tog initiativet till Hisingens första broförbindelse med fastlandet, den så kallade Hisingsbron
- Tomas Sjödin, författare och pastor[10]